# Fluterschen
Fluterschen ist eine Ortsgemeinde im Landkreis Altenkirchen (Westerwald) in Rheinland-Pfalz. Sie gehört der Verbandsgemeinde Altenkirchen-Flammersfeld an.

## Geographie
Die Ortsgemeinde liegt auf 250 bis 300 m ü. NHN ca. 2,5 km südlich von Altenkirchen. Nachbarorte sind Almersbach im Norden, Oberwambach im Südosten und Schöneberg im Westen. Fluterschen ist von drei Seiten vom Staatsforst Altenkirchen umgeben.
Zu Fluterschen gehört der Wohnplatz Forsthaus Fluterschen.

## Geschichte
In saynischen Abgabenlisten wird der Ort 1568 als Flodersann erstmals urkundlich erwähnt.
Bis Mitte des 17. Jahrhunderts war Fluterschen landesherrlich ein Teil der Grafschaft Sayn. Die Einwohner wurden nach der Einführung der Reformation in der Grafschaft Sayn erst lutherisch und später reformiert. Nach der im 17. Jahrhundert erfolgten Landesteilung der Grafschaft Sayn gehörte Fluterschen zur Grafschaft Sayn-Altenkirchen. Innerhalb der Grafschaft zählte Fluterschen zum Kirchspiel Almersbach, das auch eine weltliche Verwaltungseinheit darstellte und die niedere Gerichtsbarkeit ausübte. 1787 wurden in Fluterschen 28 Haushaltungen gezählt. Sayn-Altenkirchen und auch Fluterschen kamen 1791 im Erbgang an das Königreich Preußen und wurden 1803 im Reichsdeputationshauptschluss dem Fürstentum Nassau-Usingen zugesprochen, das 1806 im Herzogtum Nassau aufging. Infolge der auf dem Wiener Kongress (1815) getroffenen Beschlüsse sowie aufgrund eines zwischen Nassau und Preußen abgeschlossenen Vertrages wurden die beiden vormals saynischen Grafschaften an das Königreich Preußen abgetreten.
Unter der preußischen Verwaltung gehörte Fluterschen zur Bürgermeisterei Altenkirchen im 1816 neu gebildeten gleichnamigen Landkreis im Regierungsbezirk Koblenz, der von 1822 an zur Rheinprovinz zählte.
Infolge des durch die Nationalsozialisten propagierten Zentralismus des Staates gab es in den 1930er Jahren Planungen zur Zusammenlegung der Gemeinden Almersbach und Fluterschen, die aufgrund des beginnenden Zweiten Weltkrieges aber nicht zustande kam.
Anfang 2011 brachte die Aufdeckung eines Missbrauchsfalls Fluterschen bundesweit in die Schlagzeilen. Der Täter wurde am 22. März 2011 vom Landgericht Koblenz zu einer Freiheitsstrafe von 14 Jahren und sechs Monaten mit anschließender Sicherungsverwahrung verurteilt. Das Urteil ist seit dem 30. September 2011 rechtskräftig, nachdem der Bundesgerichtshof die Revision des Angeklagten als unbegründet verworfen hatte.
Bevölkerungsentwicklung
Im Jahr 1582 wurden in Fluterschen 17 Räuche (= Häuser, Haushalte, Herde), 1787 schon 28 Haushalte gezählt.
Die Entwicklung der Einwohnerzahl von Fluterschen seit der preußischen Zeit; die Werte von 1871 bis 1987 beruhen auf Volkszählungen:
| Jahr | Einwohner |
| ---- | --------- |
| 1815 | 132       |
| 1835 | 227       |
| 1871 | 341       |
| 1905 | 444       |
| 1939 | 468       |
| 1950 | 597       |
| 1961 | 572       |

| Jahr | Einwohner |
| ---- | --------- |
| 1970 | 635       |
| 1987 | 646       |
| 1997 | 843       |
| 2005 | 742       |
| 2011 | 639       |
| 2017 | 672       |
| 2022 | 639       |

## Politik

### Gemeinderat
Der Gemeinderat in Fluterschen besteht aus zwölf Ratsmitgliedern, die bei der Kommunalwahl am 9. Juni 2024 in einer Mehrheitswahl gewählt wurden, und dem ehrenamtlichen Ortsbürgermeister als Vorsitzendem.

### Bürgermeister
Knut Lauterbach wurde am 27. August 2024 Ortsbürgermeister von Fluterschen. Da für die Direktwahl am 9. Juni 2024 kein Wahlvorschlag eingereicht wurde, oblag die Neuwahl des Bürgermeisters gemäß rheinland-pfälzischer Gemeindeordnung dem Rat. Dieser entschied sich auf seiner konstituierenden Sitzung einstimmig für Knut Lauterbach.
Lauterbachs Vorgänger Ralf Lichtenthäler hatte das Amt 20 Jahre inne. Zuletzt bei der Direktwahl am 26. Mai 2019 war er mit einem Stimmenanteil von 86,26 % für weitere fünf Jahre in seinem Amt bestätigt worden.

## Wappen
| Wappen von Fluterschen | Blasonierung: „Unter goldenem Wellenschildhaupt mit einem blauen Pflug in rot ein blaubewehrter und -gezungter goldener Leopard mit doppeltem Schwanz über silbernem Wellenschildfuß mit einem waagerecht liegenden schwarzen Mühleisen.“ |
| Wappen von Fluterschen | Wappenbegründung: Der Name der Ortsgemeinde Fluterschen, der sich auf eine Siedlung am Gewässer beziehen lässt, wird in einem redenden Wappen versinnbildlicht. Durch Wellenschildhaupt und Wellenschildfuß lebt der Leopard symbolisch zwischen fließendem Gewässer, was den Ortsnamen im Wappen symbolisch darstellt. Der Leopard mit doppeltem Schwanz ist das Wappentier der Grafen von Sayn und stellt einen Bezug zur Grafschaft Sayn und zur Grafschaft Sayn-Altenkirchen her, denen Fluterschen einst angehörte. Der Pflug im Wellenschildhaupt symbolisiert die Westerwälder Landwirtschaft und das Mühleisen im Wellenschildfuß spielt auf die ehemalige Ölmühle in Fluterschen an, die neben dem Mühlenhandwerk zusätzlich noch mal die Bedeutung der Landwirtschaft hervorhebt. Die Tingierung des Wappens bezieht sich auf die territoriale Zugehörigkeit der Ortsgemeinde Fluterschen seit der Gründung der Siedlung im Mittelalter. Der goldene Leopard auf rotem Grund steht für die Grafschaften Sayn und Sayn-Altenkirchen, der blaue Pflug auf goldenem Grund steht für Nassau und das schwarze Mühleisen auf silbernem Grund steht für Preußen, denen Fluterschen angehörte. Die blau-goldene Gestaltung im vornehmen Teil des Wappens nimmt darüber hinaus die Farben des örtlichen Fußballvereins auf und spielt auf das Vereinsleben und die Gemeinschaft in Fluterschen an. |

## Vereine
- Der „MGV Concordia Fluterschen“ kann auf eine über 125-jährige Tradition zurückblicken.
- Den „Frauenchor Concordia Fluterschen“ gibt es seit 1982.
- Der Fußball-Verein SSV Almersbach-Fluterschen spielt in der Saison 2015/2016 in der Kreisliga B (Fußballverband Rheinland – Kreis Westerwald-Sieg).
- Der Hobby-Fußball-Club FC Fluterschen 79 spielt nur Turniere und einige Freundschaftsspiele im Jahr.
- Der Westerwald-Verein, Zweigverein Fluterschen, gegründet 1932, pflegt die Wanderkultur durch Halbtages- und Ganztageswanderungen, jeweils einmal im Monat.
- Verein für Heimat- und Brauchtumspflege Fluterschen. Zweck des Vereins ist die Heimat- und Landschaftspflege einschließlich des Umweltschutzes sowie die Pflege des alten Brauchtums.

## Söhne und Töchter der Gemeinde
- Carl Velten (1862–1935), Linguist und Afrikanist
- Karl Ramseger-Mühle (1900–1961), Schriftsteller
- Karl-Friedrich Meyer (* 1947), Jurist, Präsident des Oberverwaltungsgerichts und des Verfassungsgerichtshofs Rheinland-Pfalz
- Max Gehrig (* 1968), Künstler, Schauspieler, Kabarettist, Journalist, Radiomoderator und Autor